# Sodium Reactor Experiment

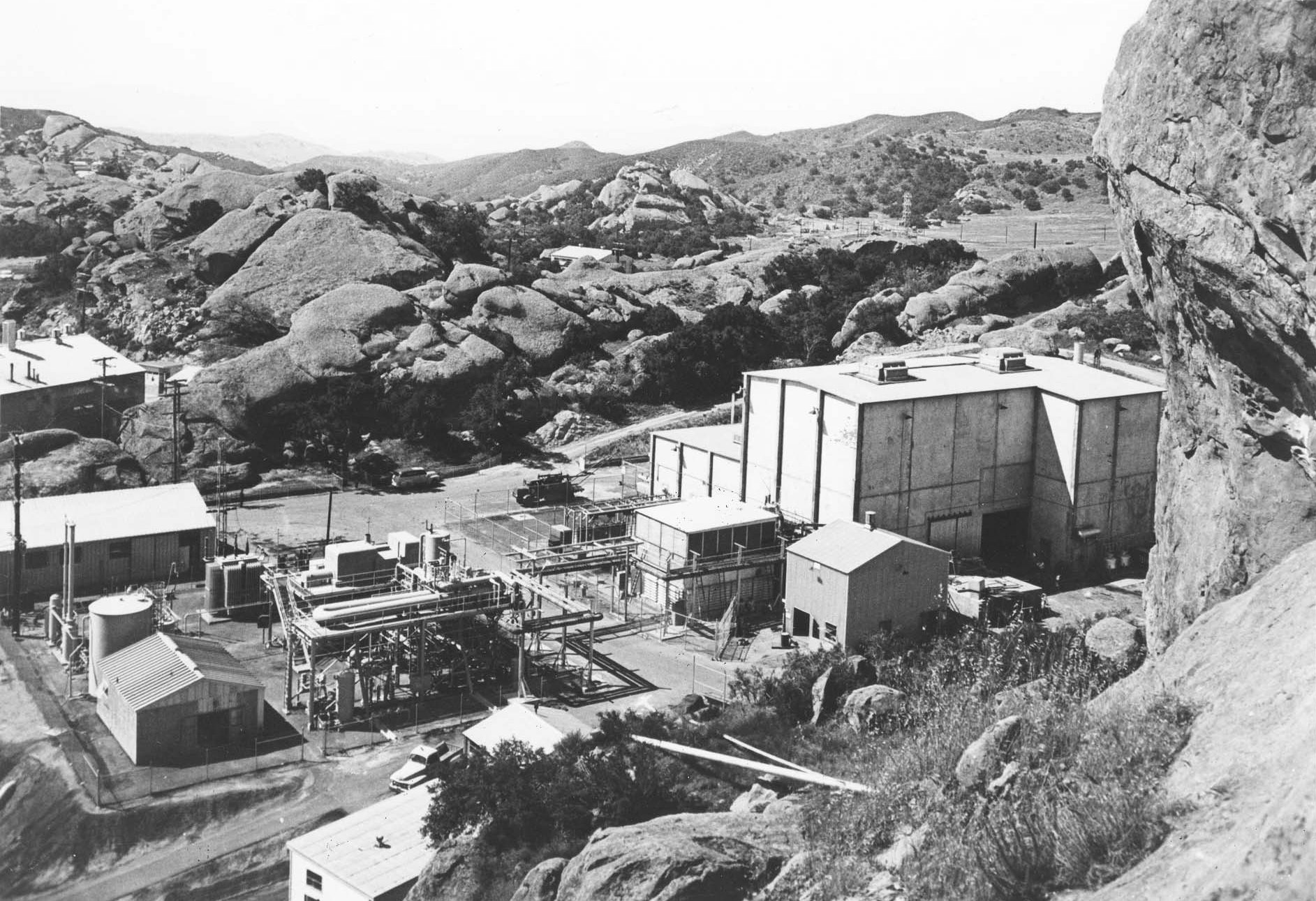
Kernkraftwerk SRE im Jahr 1958

Sodium Reactor Experiment (SRE) bezeichnet das erste kommerzielle Kernkraftwerk der Vereinigten Staaten in der Geschichte der Kernenergie. Es war von 1957 bis 1964 in Betrieb und befand sich auf dem Gelände des Santa Susana Field Laboratory in Kalifornien. Das Kernkraftwerk stellte eine Machbarkeitsstudie bezüglich mit flüssigem Natrium gekühlter Reaktoren dar.

## Geschichte

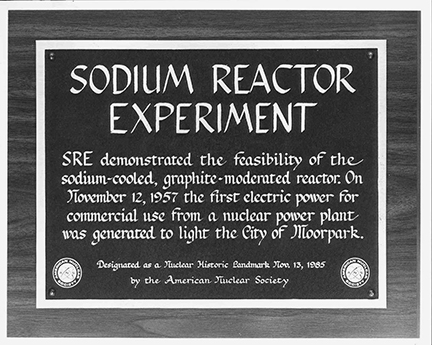
Tafel zum Nuclear Historical Landmark

Im Jahr 1954 kündigte die Atomenergiekommission der Vereinigten Staaten an, verschiedene Reaktorkonzepte zur zivilen Nutzung testen zu wollen. Dazu war vorgesehen, innerhalb von fünf Jahren fünf Kernkraftwerke mit verschiedenen, experimentellen Reaktoren zu bauen. Eines dieser Kraftwerke war das Sodium Reactor Experiment.
Der Bau des Kraftwerks begann im Juni 1954. Am 25. April 1957 wurde der Reaktor zum ersten Mal kritisch, die erste Netzsynchronisation fand am 12. Juli desselben Jahres statt. Bau und Betrieb erfolgten durch Atomics International.
Bereits im Juli 1959 kam es zu einem Störfall mit Freisetzung radioaktiver Gase. Nach der Instandsetzung des Reaktors wurde dieser im September 1960 wieder angefahren und bis zu seiner endgültigen Abschaltung am 15. Februar 1964 ohne weitere Zwischenfälle betrieben.
Der Reaktor und seine Hilfssysteme waren bis zum Jahr 1981 demontiert, der Gebäudekomplex wurde 1999 abgerissen.
Der Einsatz von flüssigem Natrium, der in diesem Reaktor getestet wurde, setzte sich nicht großflächig durch. Die in den Plänen der Atomenergiekommission ebenfalls getesteten Siedewasser- (getestet im Kernkraftwerk Vallecitos) und Druckwasserreaktoren (getestet im Kernkraftwerk Shippingport) waren erfolgversprechender. Einzig in Brutreaktoren wird flüssiges Natrium immer noch vorzugsweise als Kühlmittel verwendet, da es Neutronen kaum moderiert.

## Aufbau

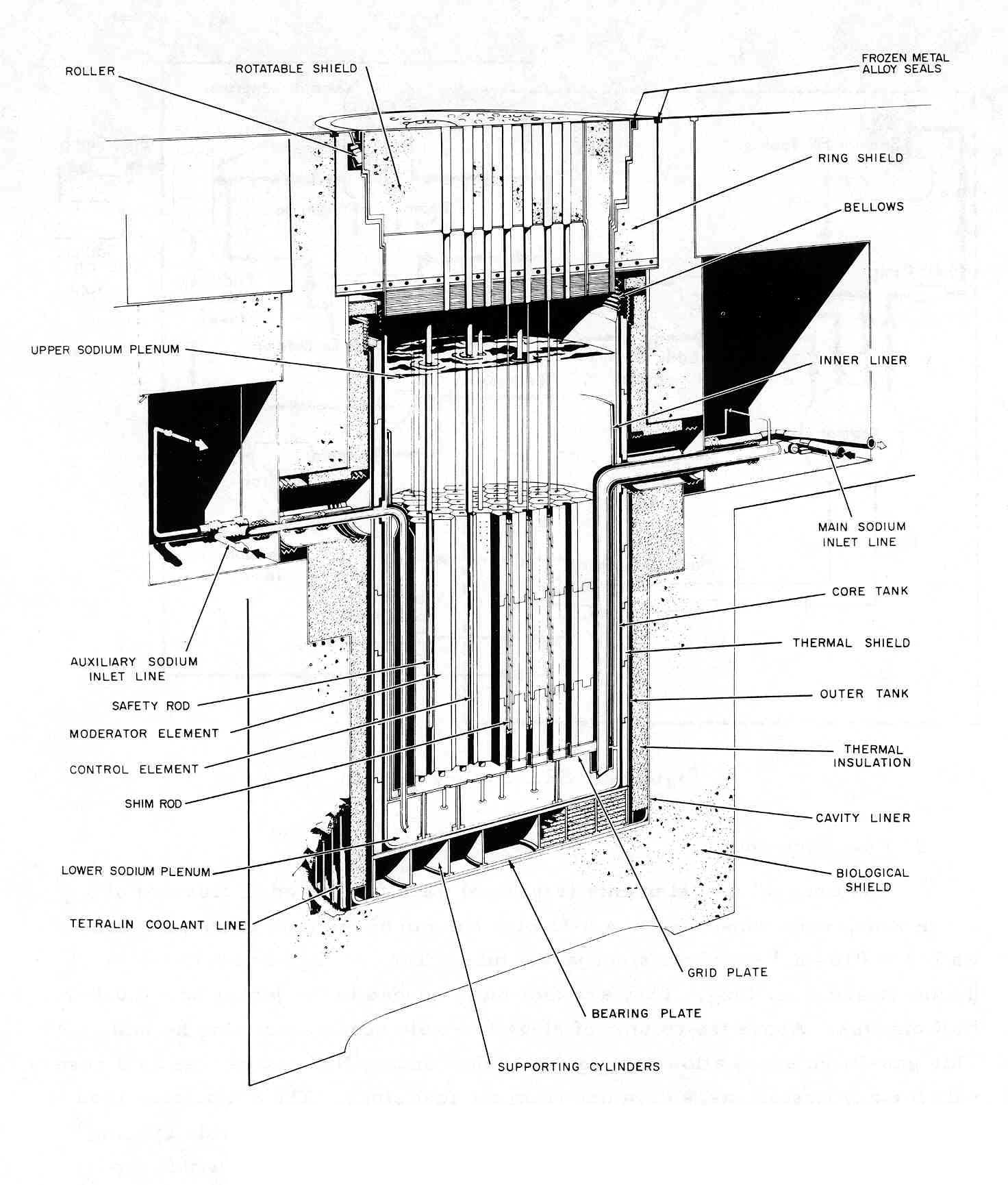
Querschnitt durch den Reaktor des SRE

Im SRE wurde ein flüssigmetallgekühlter (Natrium), graphit-moderierter Reaktor getestet. Im Gegensatz zu Wasser hat das als Kühlmittel verwendete flüssige Natrium bei den Betriebstemperaturen des Reaktors einen relativ niedrigen Dampfdruck, wodurch auf eine aufwändige Auslegung der Kraftwerkssysteme auf hohen Druck weitestgehend verzichtet werden konnte.
Um zu vermeiden, dass sich das Natrium beim Erstarren ausdehnt und damit die Anlage beschädigen könnte, muss es permanent flüssig gehalten werden. Im Leistungsbetrieb reicht dafür die Wärmeleistung des Reaktors. Ist dieser jedoch abgeschaltet, übernehmen Heizkörper im unteren Bereich des Reaktordruckbehälters das Wärmen des Natriums.
Der eigentliche Kern des Reaktors saß im unteren Bereich des aus Stahl gefertigten und mit flüssigem Natrium gefüllten Reaktordruckbehälters. Dieser Kern bestand aus 43 Brennelementen zu je sieben Brennstäben. Die ca. 1,8 m langen Brennstäbe bestanden ebenfalls aus Stahl und enthielten jeweils zwölf Brennstoffkugeln aus zu 2,78 % angereichertem metallischem Uran.
Da das als Kühlmittel verwendete Natrium durch die Neutronenstrahlung, der es ausgesetzt ist, selbst aktiviert wird, war zur Eindämmung der Radioaktivität die Konzeption des Kernkraftwerks mit zwei voneinander getrennten Kühlmittelkreisläufen notwendig. Bei voller Leistung strömte das Natrium des Primärkreislaufs mit einer Temperatur von ca. 260 °C in den unteren Bereich des Reaktorbehälters ein und verließ dieses im oberen Bereich mit einer Temperatur von ca. 510 °C. Das Kühlmittel wurde von umgebauten Kreiselpumpen umgewälzt und je nach Betriebsmodus zu einem bestimmten der beiden Wärmetauscher transportiert. In jedem dieser gab das Natrium des Primärkreislaufs einen Teil seiner Wärme an das Natrium eines Sekundärkreislaufs ab. Für den Betrieb in kleinen Leistungsregionen war einer dieser Sekundärkreisläufe vorgesehen, welcher die durch den Reaktor erzeugte Wärmeleistung über eine Luftkühlung auf dem Dach des Reaktorgebäudes an die Atmosphäre abgab. Im regulären Betrieb wurde die Wärmeleistung allerdings zur Stromerzeugung genutzt: Im zweiten Sekundärkreislauf zirkulierte das flüssige Natrium durch einen Dampferzeuger, in welchem durch die Wärmeenergie des Natriums Wasser zum Sieden gebracht wurde. Der dadurch erzeugte Wasserdampf trieb eine konventionelle Dampfturbine an und erzeugte über einen Generator Strom, der in das Netz der nahegelegenen Stadt Moorpark eingespeist wurde.

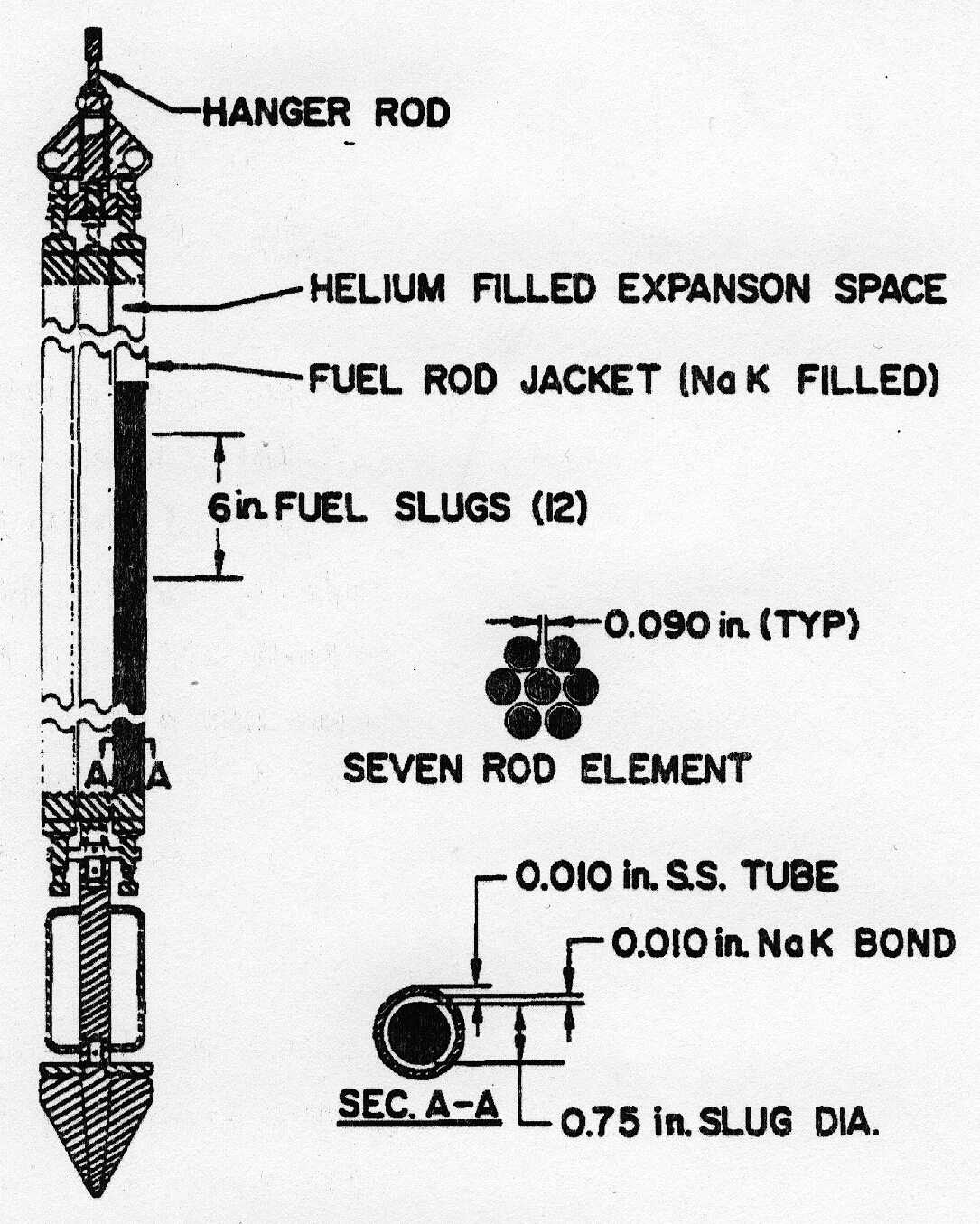
Skizze eines typischen Brennelements aus dem Reaktor

Der Reaktordruckbehälter ist nicht gänzlich mit flüssigem Natrium gefüllt. Im oberen Bereich findet sich gasförmiges Helium, welches unter einem Druck von ca. 0,2 bar gehalten wird. Dies erlaubt es dem Kühlmittel, sich aufgrund von Temperaturschwankungen während des Betriebs auszudehnen. Helium ist für diese Aufgabe gut geeignet, da es nicht durch die im Reaktor auftretende Neutronenstrahlung aktiviert wird. Diese Gasblase ist über Rohrleitungen mit einem Natriumtank und vier Gastanks verbunden. Ändert sich der Gasdruck im Reaktor, strömt das Helium so in einen der vier Gastanks, wo etwaige radioaktive Gase zurückgehalten werden. Ist deren Aktivität auf ein unbedenkliches Maß abgeklungen, werden sie mit Umgebungsluft verdünnt und in die Atmosphäre abgelassen.

## Unfall im Jahr 1959

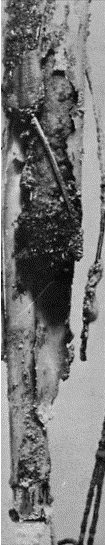
Geschmolzener Brennstab, Juli 1959

Wie bereits im Namen des Kraftwerks angemerkt wurde, diente dieses nicht ausschließlich der Stromerzeugung, sondern hauptsächlich als Plattform für Tests und Experimente, um das Verhalten dieser Reaktoren in Bezug auf die Eignung zum Einsatz zur Energiegewinnung beurteilen zu können. Dazu führten die Ingenieure mehrere Testreihen durch, die sogenannten „Runs“, in denen der Reaktor in Betrieb war. Während dieser wurde das Verhalten der Anlage begutachtet und daraus Verbesserungsvorschläge für den Reaktor und das Kraftwerk abgeleitet, die zwischen den Runs umgesetzt wurden.
Während Run 8 fielen an aus dem Reaktor entfernten Brennelementen schwarze Ablagerungen auf. Man vermutete, dass dies zersetztes Tetralin, eine ölähnliche Flüssigkeit, war. Während der nächsten Runs beobachteten die Ingenieure mehrere ungewöhnlich hohe Temperaturen in den einzelnen Brennelementen. Erst gegen Ende des Run 13, als auch unregelmäßige Leistungs-Steigerungen auftraten, wurde bemerkt, dass die Wärmeverteilung des Reaktors unregelmäßig und stark beeinträchtigt war. Dies wurde nun auf das zersetzte Tetralin zurückgeführt. Tetralin wurde im Kraftwerk zum Kühlen diverser Anlagen sowie in den Dichtungen von Pumpen verwendet und war von dort offensichtlich in den Primärkreislauf durchgesickert. Dort zersetzte es sich aufgrund des heißen Natriums und bildete kleine Klumpen. Diese behinderten die Kühlung von insgesamt 13 Brennelementen, wodurch diese beschädigt wurden. Höchstwahrscheinlich kam es auch zum teilweisen Sieden des Kühlmittels (Siedepunkt Natrium: 883 °C), was Rückschlüsse auf die lokal herrschenden Temperaturen zulässt. Die Schmelztemperatur des als Brennstoff verwendeten metallischen Urans wurde jedoch nicht erreicht, nur die Brennstabummantelung begann in einen flüssigen Zustand überzugehen. Das genaue Datum der Beschädigung ist unbekannt, konnte jedoch auf den Zeitraum zwischen dem 12. und 26. Juli 1959 eingegrenzt werden.
Durch die Beschädigung der Brennstabummantelung wurden radioaktive Spaltprodukte in den Primärkreislauf freigesetzt, die im regulären Betrieb entstehen und bei intakten Brennstäben in diesen zurückgehalten werden. Feste Spaltprodukte verteilten sich im flüssigen Natrium des Kühlkreislaufs, gasförmige Elemente vermengten sich mit dem als Schutzgas eingesetzten Helium im oberen Bereich des Reaktors. Dieses wurde daraufhin in die Gastanks verschoben, um dort den Zerfall des hauptsächlich enthaltenen Xenon-135 abzuwarten. Anschließend wurden die enthaltenen Gase mit Luft vermengt und in die Atmosphäre entlassen.
Das im Primärkreislauf verbliebene Tetralin wurde mit 11.300 m³ Stickstoff entfernt. Dazu wurden die 13 beschädigten sowie 17 weitere, intakt gebliebene Brennelemente aus dem Reaktorkern entfernt, um den Fluss des Stickstoffs innerhalb des Reaktors möglichst wenig zu behindern. Zudem wurde der Natriumstand im Reaktor abgesenkt, um bei den in den Primärkreislauf hinzugegebenen Mengen an Stickstoff den Druck trotzdem niedrig zu halten. Das im Reaktordruckgefäß als Schutzgas enthaltene Helium wurde in die Gastanks geleitet, um sicherzugehen, dass sich im Reaktor keine radioaktiven Gase befanden. Anschließend begann man mit dem Einleiten des Stickstoffs über die Kühlmittelpumpen. Nachdem der Primärkreislauf von Tetralin gesäubert war, musste der Stickstoff aus selbigem entfernt werden. Dazu setzte man ein Gasgemisch aus Helium und Argon ein, welches den Stickstoff im oberen Teil des Reaktordruckbehälters ersetzen sollte. Der verdrängte Stickstoff wurde zu zwei der Gastanks geleitet und dort ebenfalls kontrolliert in die Atmosphäre entlassen.
Der Vorfall führte zu einer Abgabe von 28 Curie (etwa 1012 Becquerel) an Radionukliden über den Kamin an die Umgebung. Nach offiziellen Angabe erfolgte die Abgabe kontrolliert über einen Zeitraum von zwei Monaten.

## Daten des Reaktors
| Reaktorblock                    | Reaktortyp                                         | Netto- leistung | Brutto- leistung | Baubeginn | Netzsyn- chronisation | Kommer- zieller Betrieb | Abschal- tung |
| ------------------------------- | -------------------------------------------------- | --------------- | ---------------- | --------- | --------------------- | ----------------------- | ------------- |
| Sodium Reactor Experiment (SRE) | Flüssigmetallgekühlter, graphitmoderierter Reaktor | 6,5 MW          | 20 MW            | 1954      | 25.04.1957            | 12.07.1957              | 15.02.1964    |

| Technische Daten                      | Reaktor Sodium Reactor Experiment (SRE) |
| ------------------------------------- | --------------------------------------- |
| Kernbrennstoff                        | metallisches Uran                       |
| Anreicherung an U235                  | 2,78 %                                  |
| Kernbrennstoffmenge                   | 2273,4 kg                               |
| Anzahl der Brennelemente              | 43                                      |
| Anzahl der Brennstäbe je Brennelement | 7                                       |
| Brennstablänge                        | 1,8 m                                   |
| Brennstabdurchmesser                  | 19 mm                                   |
| Anzahl der Steuerstäbe                | 4                                       |
| Absorbermaterial                      | B-Ni                                    |
| Moderator                             | Graphit                                 |
| Kühlmittel                            | Na (flüssiges Natrium)                  |